# Лоит
Лоит (њем. Loit) општина је у њемачкој савезној држави Шлезвиг-Холштајн. Једно је од 134 општинска средишта округа Шлезвиг-Фленсбург. Према процјени из 2010. у општини је живјело 271 становника. Посједује регионалну шифру (AGS) 1059055.

## Географски и демографски подаци
Лоит се налази у савезној држави Шлезвиг-Холштајн у округу Шлезвиг-Фленсбург. Општина се налази на надморској висини од 19 метара. Површина општине износи 6,7 km². У самом мјесту је, према процјени из 2010. године, живјело 271 становника. Просјечна густина становништва износи 41 становника/km².